# Nikfer
Nikfer (früher Büyükkonak und Konak) ist eine Kleinstadt im Landkreis Tavas der türkischen Provinz Denizli. Nikfer liegt etwa 75 km südlich der Provinzhauptstadt Denizli und 25 km südöstlich von Tavas. Nikfer hatte laut der letzten Volkszählung 2.933 Einwohner (Stand Ende Dezember 2010).
Das Verwaltungsgebiet von Nikfer gliedert sich in vier Stadtteile, Barza Mahallesi, Çarşı Mahallesi, Cumhuriyet Mahallesi und Fernik Mahallesi, die jeweils von einem Muhtar verwaltet werden.
Die Mehrheit der Bevölkerung ist in der Landwirtschaft beschäftigt. Das zu Nikfer gehörende Skigebiet Bozdağ ist für die Kleinstadt von besonderem touristischen und wirtschaftlichen Belang.